# La Ballade de Mulan
Pour les articles homonymes, voir Mulan (homonymie).
Mulan shi ou La Ballade de Mulan (chinois : 木蘭詩 ; pinyin : Mùlán shí) est une ballade chinoise dont les origines remonteraient aux IVe – Ve siècles, sous l'une des dynasties du Nord, mais connue par une version compilée postérieurement. Elle raconte l'histoire d'une jeune fille qui s'engage dans l'armée d'un royaume anonyme des steppes du nord de la Chine en se faisant passer pour un homme afin d'éviter ce fardeau à son vieux père, et qui se distingue au combat avant de revenir dans son village après de nombreuses années.

## Résumé
Le texte, d'un peu plus de trois cents caractères, raconte l'histoire de Mulan jeune fille, qui est en pleurs au début du récit. Son père est appelé à servir à l'armée à la suite d'un ordre de mobilisation énoncé par le souverain, le Qaghan. Comme tous ses frères, plus jeunes, ne sont pas encore des adultes, elle décide  par piété filiale de prendre la place de leur père. Elle se procure son équipement militaire (ce qui implique qu'elle se fasse passer pour un homme), puis s'enfuit rejoindre l'armée, qui part en campagne. Elle est alors engagée dans des conflits au nord de l'empire (le pays de Yan) pendant une dizaine d'années. Lorsqu'à l'issue des guerres le Qaghan récompense les plus méritants en titres, terres et argent, il demande à Mulan ce qu'elle souhaite recevoir. Celle-ci lui répond qu'elle souhaite un chameau afin de rejoindre sa famille. Elle est accueillie par sa famille qui la ramène à sa maison, où elle laisse son équipement militaire pour revêtir à nouveau sa robe et se coiffer suivant les usages féminins. Elle rencontre alors ses anciens compagnons d'armes, qui sont tout étonnés de découvrir qu'elle est une femme.

## Date et contexte
La Ballade de Mulan est rapportée dans l'anthologie poétique Yuefu shiji, « Recueil de poèmes du bureau de la musique », datant de la dynastie Song (XIIIe siècle). Ce texte indique qu'elle était incluse dans l'anthologie Gujin yuelu, « Recueil de musiques d’hier et d’aujourd’hui », datant de 568, mais d'autres sources en font un ajout postérieur, du VIIIe siècle, à ce recueil. De fait, la ballade comprend des passages incluant des termes et expressions qui ne sont pas employés avant l'époque de la dynastie Tang (618–907). Mais, même si elle contient des éléments ajoutés ou remaniés de l'époque Tang, en raison d'éléments contextuels il est souvent considéré que la ballade, au moins dans une première version, remonte à la dynastie des Wei du Nord (386–534).
La dynastie des Wei du Nord a été fondée par des guerriers issus du groupe des Tuoba (Tabgach), issus plus largement du peuple Xianbei. Ce qui explique pourquoi la Ballade de Mulan ne s'inscrit pas dans un contexte culturel à proprement parler « chinois » : le souverain au service duquel est l'héroïne est appelé Qaghan (« Grand khan ») dans le texte, comme c'est courant chez les peuples des Steppes du Nord dont sont issus les Tuoba, et non huangdi comme cela est habituel dans l'empire chinois. Le nom Mulan semble plutôt porté à cette période par des hommes issus des peuples non chinois qui dominent militairement la Chine du Nord. Le fait que le personnage principal soit une femme, combattante de surcroit, rappelle que la position des femmes est plus élevée chez les peuples « barbares » ayant fondé les dynasties du Nord aux origines non chinoises que dans les familles « chinoises » de l'époque. Le conflit auquel participe Mulan semble renvoyer aux guerres entre les Wei du Nord et leur rival situé sur leur frontière nord, les Ruanruan. Il a même été proposé que la ballade ait été composée à partir d'un original dans le langage d'un des peuples des Steppes du Nord.

## Prosodie
La ballade appartient à la catégorie des yuefu. Elle a été adaptée sous forme de plusieurs minge (chansons folkloriques). Une ballade pour tambour (Mulan ci) lui prête un caractère érotique. Au théâtre, le dramaturge Xu Wei (1521–1593) l'a adaptée sous la forme d'un zaju, Ci Mulan ti fu cong jun.

## Postérité
Son histoire a été adaptée au cinéma (par le dessin animé de Disney Mulan et le film chinois Mulan, la guerrière légendaire). 
En 2020, l'autrice Alice Sola entrecroise le mythe de Mulan et l'opéra Turandot dans Les Dragons de l'Impératrice, roman paru chez l'éditeur spécialisé Magic Mirror.

## Traductions
- « Romance de Mou-lân », trad. Stanislas Julien, Revue de Paris, tome 37, 1832. [lire en ligne].
- Paul Demiéville (dir.), Anthologie de la poésie chinoise classique, Paris, Gallimard, 1962, rééd. coll. « Poésie »  — « La ballade de Mou-lan », p. 213-216.
- Jacques Pimpaneau, Chine. Littérature populaire. Chanteurs, conteurs, bateleurs, Philippe Picquier, 1991, p. 72-73.
- Jacques Pimpaneau, Anthologie de la littérature chinoise classique, Arles, Éditions Philippe Picquier, 2004, p. 242-244.
- (en) Sanping Chen, Multicultural China in the Early Middle Ages, Philadelphie, 2012, p. 39-59.
- La ballade de Mulan, Chun-Liang Yeh (texte) et Clémence Pollet (illustrations), 2015, HongFei Cultures.